# (480) Hansa
(480) Hansa, provisorische Bezeichnung 1901 GL, ist ein steiniger Asteroid des Hauptgürtels, der am 21. Mai 1901 von den Astronomen Max Wolf und Luigi Carnera in Heidelberg entdeckt wurde.
Der Name ist von der Deutschen Hanse abgeleitet. Er hat einen Durchmesser von etwa 56 Kilometern und besitzt eine Rotationszeit von 16,19 Stunden und möglicherweise eine längliche Form.